# Gnomonia gei-montani
Gnomonia gei-montani är en svampart som beskrevs av Ranoj. 1910. Gnomonia gei-montani ingår i släktet Gnomonia och familjen Gnomoniaceae.   Inga underarter finns listade i Catalogue of Life.